# تشارلي هيلز
تشارلي هيلز (بالإنجليزية: Charlie Hales)‏ هو سياسي أمريكي، ولد في 1956 في واشنطن العاصمة في الولايات المتحدة. حزبياً، نشط في الحزب الديمقراطي.